# Pol Pot
Ne doit pas être confondu avec Paul Potts ou Paul Pau.
Pour les articles homonymes, voir Poll.
Saloth Sâr, né le 19 mai 1925, et mort le 15 avril 1998, plus connu sous le nom de Pol Pot, est un homme d'État cambodgien, chef des Khmers rouges et du Parti communiste du Kampuchéa.
Après avoir dirigé la guérilla khmère rouge pendant la guerre civile, il est à partir de 1975 le principal chef du régime communiste cambodgien, un État communiste appelé « Kampuchéa démocratique », d'abord en tant que dirigeant de facto, puis officiellement en tant que Premier ministre de 1976 à 1979. Le programme d'étude sur le génocide cambodgien de l'université Yale évalue le nombre de victimes des politiques de son gouvernement à environ 1,7 million de morts, soit plus de 20 % de la population de l'époque.
Chassé du pouvoir par l'invasion vietnamienne (à partir de 1979), Pol Pot continue ensuite de diriger les maquis khmers rouges qui poursuivent la lutte contre les Vietnamiens. Après 1991, les Khmers rouges sont exclus du processus de paix au Cambodge. En 1997, Pol Pot, malade, est destitué et arrêté par son propre mouvement ; il meurt un an plus tard.

## Jeunesse

### Enfance et famille
Saloth Sâr appartient à une famille sino-khmère. Son grand-père Phem s'enrichit au milieu du XIXe siècle et participe matériellement à la révolte de 1885-1886 contre les Français, durant laquelle il serait mort dans une embuscade. Son père s'appelle Loth, mais change de nom avec l'établissement de la colonisation française en Phem Saloth. Cheng, la tante de Sâr, sert auprès du roi Norodom Ier, sa fille devenant dans les années 1920 l'une des concubines de Sisowath Monivong.
Sâr serait né le 19 mai 1925,. Il a huit frères et sœurs. Suoung, l'aîné, devient officier de palais à vie en 1930. La première fille, Roeung, devient l'une des concubines de Sisowath Monivong par l'intermédiaire de sa cousine. Nhep, né en 1927, est le plus proche de Sâr.
La famille Saloth est une famille de notables paysans. Établie à Prek Sbauv (en), dans la province cambodgienne de Kampong Thom, elle possède l'une des plus grosses maisons du village ainsi que 25 hectares de rizières. L'environnement familial semble avoir été serein et les punitions corporelles moins courantes que la norme de l'époque. Si Loth raconte à ses enfants l'engagement de son père (que Sâr n'a pas connu) durant les conflits avec les Vietnamiens et Thaïlandais, il ne fait pas étalage de ses convictions politiques. La superstition et la croyance en la magie tiennent alors une place très importante dans la société cambodgienne.
Un culte entoure le roi du Cambodge, présenté comme intrinsèquement supérieur. C'est dans cet environnement et celui du bouddhisme theravāda que Saloth Sâr grandit,.
En 1934, Saloth Sâr est envoyé par son père à Phnom Penh pour parfaire son éducation (le village ne possédant ni école ni wat), comme son frère aîné Chhay avant lui. Il intègre le Wat Botum Vaddei, un monastère-école à proximité du palais royal et tenu par le Dhammayuttika Nikaya, proche du pouvoir. Véritable village, ce wat accueille chaque année une centaine de novices, âgés de 7 à 12 ans. L'éducation religieuse qui y est apportée est rigoureuse, l'organisation de la vie des apprentis et des moines stricte et le principe d'individuation prohibé. Saloth Sâr y passe un an et semble avoir apprécié cette période.
L'été 1935, il emménage chez Suong et sa femme, chez qui habite déjà son autre frère Chhay, bientôt rejoint par Nhep. Il intègre à la rentrée avec Chhay l'école Miche dont les cours sont prodigués en français par des prêtres français et vietnamiens. L'accès à une telle éducation est alors le privilège d'une petite minorité de Cambodgiens. Saloth Sâr est plutôt un mauvais élève, redoublant deux fois avant son certificat d'études primaires. Il échoue au concours d'entrée au lycée Sisowath. À la rentrée scolaire 1943, il intègre le collège Preah Sihanouk, situé à Kampong Cham, en tant que pensionnaire. Contrairement à la plupart des élèves cambodgiens à cette époque, Saloth Sâr reçoit un enseignement imprégné de la Révolution nationale. Il ne se passionne toujours pas pour ses études, mais a plusieurs activités périscolaires (musique, sport…). Il y rencontre Lon Non, qui serait devenu l'un de ses meilleurs amis.
Saloth Sâr n'est guère touché par la politique, malgré la montée des sentiments anticolonialistes et nationalistes. Il est touché, comme l'ensemble de sa génération, par la haine séculaire qui oppose les Khmers aux Vietnamiens, haine renforcée par le nombre de Vietnamiens dans la fonction publique coloniale,. Ce n'est qu'en mars 1945, avec le coup de force des troupes japonaises en Indochine, que l'actualité entre dans la vie du jeune Sâr. À la suite de cet évènement, la troupe de théâtre amateur de l'école quitte Kampong Cham pour partir en tournée dans le reste du Cambodge. Les vacances ayant été avancées en mai, Saloth Sâr travaille alors dans le commerce.
À la rentrée scolaire de 1945, Saloth Sâr progresse. Il réussit en 1947 à intégrer comme interne le lycée Sisowath de Phnom Penh, en même temps que Lon Non, et loge ainsi chez Suong. Tandis que ses amis et camarades s'initient peu à peu à la politique, il ne semble pas s'y intéresser. Il échoue au brevet élémentaire en 1948 et doit se rediriger vers une école technique du Nord de Phnom Penh, à l'atmosphère « déprimante » et violente. Il suit les cours de menuiserie et fait la rencontre de Nghet Chhopininto[Qui ?]. Ayant réussi son brevet d'études techniques un an plus tard, il fait partie des cinq élèves de l'école à recevoir une bourse pour partir étudier en France métropolitaine. En août, une cérémonie est organisée à cette occasion en présence du roi Norodom Sihanouk. Le lendemain, Saloth Sâr et d'autres boursiers partent pour Saïgon. Au bout d'une semaine, le matin du 31 août, ils embarquent au bord du bateau Jamaïque pour un voyage de quatre semaines, s'arrêtant à Singapour et Colombo.

### Vie à Paris et initiation politique
Ayant débarqué à Marseille, ils arrivent par train à Paris le matin du 1er octobre 1949. À la gare de Lyon, ils sont pris en charge par un fonctionnaire du ministère de l'Éducation nationale et des membres de l'Association des étudiants khmers de France (AEK). Saloth Sâr s'inscrit à l'École française de radioélectricité (devenue plus tard l'EFREI Paris), où il étudiera de 1949 à 1953 sans obtenir de diplôme, école qu'avait intégrée un an auparavant le prince Sisowath Somonopong. Placés temporairement dans un foyer étudiant rue Monsieur-le-Prince, les étudiants doivent par la suite trouver par eux-mêmes un logement, la Maison de l'Indochine de la Cité internationale universitaire de Paris étant trop petite. Saloth Sâr est aidé dans cette recherche par le prince qui lui trouve un appartement. Il habite alors soit rue Amyot avec les deux fils du gouverneur de la province de Kratie soit au 17 de la rue Lacépède avec deux princes de la cour royale,.
Malgré sa participation aux activités de l'AEK, Saloth Sâr se consacre avec assiduité à ses études, bien qu'il ne soit admis en deuxième année que grâce à la session de rattrapage et qu'il sorte de l'école sans recevoir le diplôme. Il participe l'été aux « brigades de travail » composées de volontaires internationaux pour aider à la reconstruction de la Yougoslavie proposées par l'AEK. Par l'intermédiaire de Rath Samoeun et Ieng Sary, Keng Vannsak (en) aide Saloth Sâr à trouver un nouveau logement, non loin du sien, au croisement de la rue du Commerce et de la rue Letellier. Keng Vannsak, élu au comité exécutif de l'AEK, organise à partir de la fin décembre 1950 des « Cercles d'étude » en son sein. En particulier, il commence à réunir chez lui deux à trois fois par mois un nombre restreint de ses connaissances en vue de discuter de l'Indochine française et de son avenir. Saloth Sâr, Rath Samoeun, Ieng Sary, Sien An, Ea Sichau et Hang Thun Hak y participent. Ces réunions sont le premier rapport direct du jeune Sâr avec la politique.
Dans le même temps au Cambodge, le 15 juin 1952, Norodom Sihanouk écartait du pouvoir le Parti démocrate, vainqueur des élections 9 mois plus tôt et installait un nouveau gouvernement dont il prenait la tête. Saloth Sâr, sous le pseudonyme Khmer Daeum (Khmer de base), attaquait énergiquement la royauté dans le magazine Khemarak Nisat, littéralement l’Étudiant Khmer. Il affirmait que « les édits royaux n’affectent pas la solidarité des étudiants khmers, mais au contraire la renforcent ». Il rajoutait que « la démocratie est un régime auquel aspirent aujourd’hui tous les peuples du monde ; elle est aussi précieuse qu’un diamant et ne peut être comparée à aucun autre gouvernement. » Il faisait aussi remarquer que le prince Youtevong — l’ancien dirigeant des démocrates — et le Bouddha étaient tous deux antimonarchiques. Le ton de l’article était plus proche des milieux nationalistes que de l’idéologie marxiste, mais le recul des démocrates amenait Saloth Sâr et d’autres étudiants cambodgiens à se rapprocher des thèses du communisme.
Il rejoint ainsi les cercles du Parti communiste français, où il fait la connaissance de Jacques Duclos qui devient son mentor et de Jacques Vergès qui devient son ami. Durant l'été 1952, il participe à un camp d'été organisé par le Mouvement jeunes communistes de France dans la ville de Pornic.

## Ascension vers le pouvoir
Début 1953, Saloth Sâr reprenait le Jamaïque pour rentrer au Cambodge. Il quittait la France en ayant arrêté sa scolarité et sans avoir obtenu de diplôme. À Phnom Penh, il parla à son frère avec enthousiasme de son expérience en Yougoslavie et vantait les mérites de l’URSS. D’après Keng Vannsak rentré avant lui, Sâr quitta rapidement la capitale pour rejoindre les forces khmères Issarak du prince Chantarainsey près de Kampong Spoe. En août 1953, d’après des sources vietnamiennes et cambodgiennes datant d’après la chute du Kampuchéa démocratique, il se serait présenté aux forces Việt Minh de l’Est cambodgien comme un membre du PCF. En 1981, Ieng Thirith affirmera à Elizabeth Becker que les Vietnamiens l’assignèrent à des tâches humiliantes telles que le transport d’excréments des latrines. Que ces informations soient fondées ou non, il semble que cette période lui ait été précieuse pour la suite ; les responsables Việt Minh appréciaient cette nouvelle recrue, avec son affabilité, ses relations au palais royal et son éducation française. Sâr se fit également repérer par Tou Samouth, futur responsable du Parti communiste du Kampuchéa, qui en fera son secrétaire jusqu’à sa disparition en 1962.
Lorsque les Français se retirent d'Indochine en 1954, le roi Norodom Sihanouk est nommé à la tête de l'État. Comme plusieurs de ses contemporains, Saloth Sâr s'oppose au nouveau pouvoir et entre dans un parti communiste de faible envergure, le Parti révolutionnaire du peuple khmer.

### Activités clandestines à Phnom Penh
Dans le même temps, il devient professeur de littérature française, d’histoire, de géographie et d’instruction civique dans deux établissements privés de Phnom Penh, Chamroeun Vichea et Kampuchaboth (1956-1963). L’écrivain Soth Polin qui suivit ses cours de littérature française à Chamroeun Vichea en 1958 et 1959 se souvient de ses manières respectueuses, voire mielleuses, et qu'il affectionnait tout particulièrement les poètes romantiques français du XIXe siècle, notamment Alfred de Vigny et Paul Verlaine. Il parlait avec emphase, sans notes, cherchant parfois le terme correct mais sans jamais se laisser submerger par son lyrisme. Dans un article paru en 1981, Polin écrit que la douceur du parler de celui qui allait devenir Pol Pot rappelait ses liens avec le palais royal et préfigurait la courtoisie diabolique des discours du Kampuchéa démocratique. Un autre lycéen qui étudia l’histoire avec lui au début des années 1960 se souvient d’un professeur populaire auprès de ses élèves et dont le comportement était exemplaire. Il parlait un français facile à comprendre et, dans ces cours, exaltait la croisade pour l’indépendance de Sihanouk en 1953. Enseigner l’histoire d’une autre façon lui aurait de toute façon attiré des ennuis et aurait conduit ses étudiants à rater leurs examens. Un autre de ses élèves le décrit comme un homme très droit dont on voulait facilement se faire un ami et qui, comme sa femme Khieu Ponnary, parlait de manière fort courtoise. La plupart de ceux qui le connurent comme enseignant eurent beaucoup de mal, à partir des années 1970, à admettre que les méfaits dont on l’accusait pouvaient venir d’un homme à l’époque si affable, dont les traits et le ton étaient alors si doux.
En 1960, à la faveur d’une réunion secrète tenue du 30 septembre au 2 octobre près de la gare de Phnom Penh, Saloth Sâr intègre le comité central du Parti ouvrier du Kampuchéa, nouveau nom du Parti révolutionnaire du peuple khmer.
À partir de 1962, la direction nationale du parti passe progressivement sous le contrôle des anciens étudiants parisiens dont Ieng Sary et Saloth Sâr sont les chefs de file. En juillet de cette année-là, Tou Samouth, le secrétaire du parti qui vivait au sud de Phnom Penh déguisé en ouvrier agricole, disparaît, probablement arrêté et tué par la police du ministre de la Défense Lon Nol. Toutefois, les Américains n’eurent pas connaissance de cet événement et Lon Nol lui-même continuait, en 1969, à en parler comme s’il pensait qu’il était toujours vivant. Il est également possible, si l’on se réfère à d’autres sources qui s’appuient notamment sur les confessions d’anciens membres du Parti ouvrier du Kampuchéa, que Saloth Sâr ait été impliqué dans la mort de son supérieur. Quoi qu'il en soit, la disparition de Samouth faisait les affaires du futur Pol Pot, qui, comme il le déclarera plus tard, « assumait les fonctions de secrétaire par intérim » durant le reste de l’année 1962. Même si cela ne signifiait pas le début de la politique d’indépendance du parti telle qu’elle sera appliquée par la suite, la faction proche de Saloth Sâr prenait de l’importance et profitait également du fait que le Pracheachon, la vitrine légale du parti, renonçait à présenter des candidats aux élections de 1962 et prononçait sa dissolution. Cela signifiait que le Parti ouvrier du Kampuchéa se recentrait sur ses activités clandestines, voie qui n’était pas pour déplaire aux futurs dirigeants du Kampuchéa démocratique.
Au début de 1963, les dirigeants urbains du Parti ouvrier du Kampuchéa se réunirent en secret ; certains documents khmers rouges des années 1970 évoquent un congrès auquel auraient participé 17 ou 18 membres et qui aurait eu lieu les 21 et 22 février 1963 (Ieng Sary a pour sa part déclaré que le congrès avait eu lieu sur une seule journée, le 8 mars). Sa principale décision fut de confirmer Saloth Sâr au poste de Secrétaire général en remplacement de Tou Samouth dont on était sans nouvelles depuis maintenant sept mois.
Quelques jours plus tard, à la suite d’émeutes étudiantes à Siem Reap qui s’étaient par la suite étendues au reste du pays, Sihanouk donnait les noms de « 34 éléments subversifs », accusés d’association en vue de renverser le gouvernement. La liste comprenait Ieng Sary, Saloth Sâr et Son Sen ; les autres membres du parti ouvrier tels, Nuon Chea, So Phim, Ta Mok ou Vorn Vet (ja), n’apparaissaient pas sur ces listes. L’anonymat voulu par Ieng Sary et Saloth Sâr venait de voler en éclats, même s’il ne semble pas que les services de Sihanouk aient pris conscience de leurs véritables rôles au sein du parti clandestin.

### Le maquis
Au printemps 1963, tous deux quittent Phnom Penh et se mettent sous la protection de la guérilla vietnamienne, dans la forêt près d’Ampil, village de la province de Kampong Cham, à l'est du Cambodge. D’après un entretien donné par Keng Vannsak à David Porter Chandler, le futur Pol Pot aurait eu en tête ce départ depuis plus d’un an, ne sachant comment gérer les manœuvres gouvernementales et se plaignant du manque de soutien que les sections urbaines du parti recevaient de ses « alliés étrangers ». Son Sen les rejoignit peu après, mais leurs femmes restèrent dans la capitale cambodgienne au moins jusqu’en 1965, sans jamais être inquiétées.
Toujours pendant cette année 1963, une crise qui aura son importance pour le devenir du Cambodge éclate. Norodom Sihanouk prétexte le soutien apporté aux rebelles Khmers Serei de Son Ngoc Thanh par les régimes proaméricains de Saïgon et Bangkok pour rompre, officiellement au début de 1964, les relations diplomatiques avec les États-Unis et conclure un accord avec la Chine et le Nord-Viêt Nam afin de faire transiter, contre avantage, l’aide aux maquis sud-vietnamiens par le port de Sihanoukville. Paradoxalement, cette situation mettait le parti ouvrier du Kampuchéa dans l’embarras. Il hésitait entre encourager la guérilla au Cambodge et attendre son heure. Les Vietnamiens, espérant tirer parti de la nouvelle conjoncture pour utiliser le territoire cambodgien afin de reconstituer et approvisionner leurs forces, poussaient pour la seconde solution. Saloth Sâr et ses compagnons durent obtempérer, mais cela les conforta dans la certitude qui se faisait alors jour en eux d’être sacrifiés aux intérêts vietnamiens.
Au début de 1965, Saloth Sâr se rendait en république démocratique du Viêt Nam. Dans le Livre noir, document publié en 1978 par le gouvernement du Kampuchéa démocratique, Pol Pot admettait avoir séjourné au Viêt Nam à cette période, mais prétendant être seul à la tête d’une délégation, omettait de mentionner la présence à ses côtés de Keo Meas, entretemps victime des purges internes de 1976. À la même époque, des dirigeants vietnamiens affirmaient que « Pol Pot et certains de ses amis » avaient passé « quelques mois » au Viêt Nam, séjour durant lequel ils avaient notamment rencontré Hô Chi Minh à plusieurs reprises, ainsi que des cadres de la première génération communiste khmère, pour la plupart recasés dans l'administration nord-vietnamienne. Toujours d’après le Livre noir, les dirigeants de Hanoï, conduits par Lê Duẩn, sermonnèrent leurs homologues cambodgiens. Il semble que les Vietnamiens craignaient que les liens qu’ils avaient su tisser avec Sihanouk puissent être altérés par des actions inconsidérées des communistes khmers. En 1978, Nguyêñ Cao Thạch, ministre des Affaires étrangères de Hanoï, se rappelait que Saloth Sâr avait été enjoint de limiter la lutte contre le prince au seul domaine politique et d’exclure toute action violente. Du point de vue des communistes cambodgiens, pour qui le chef de l’État restait un ennemi au même titre que les États-Unis, cela ne pouvait que générer des frustrations et conduire à s’exposer à des arrestations de masse dans leurs rangs. Les Vietnamiens, quant à eux, faisaient peu de cas de ces considérations, préférant cantonner leurs homologues khmers dans une opposition douce au prince et leur demander d’apporter leur soutien aux troupes du Việt Minh. Tout cela ne fit que renforcer Sâr dans sa volonté de se débarrasser de la tutelle vietnamienne alors que les Nord-Vietnamiens étaient de leur côté méfiants face au radicalisme des « Khmers rouges ».
Après son séjour à Hanoï, Saloth Sâr se rendit en Chine où il se serait convaincu de sa convergence de vue avec le gouvernement chinois, mais les traces de ce voyage n’apparaissent qu’à partir de 1978. Le principal intéressé ne fit jamais mention de cette visite ni aucun document chinois. Les sources primaires sont vietnamiennes et, avec le contexte du conflit cambodgien, les dirigeants de Hanoï avaient tout avantage à prouver que Pol Pot avait adopté les doctrines maoïstes le plus tôt possible. Une des sources prétend par exemple que Sâr était resté plusieurs mois en Chine à suivre une formation politique, ce qui laisse entendre qu’il s’était alors déjà éloigné de Hanoï et rapproché de Pékin. Toutefois, même si les officiels du Parti communiste chinois ont pu apporter une aide discrète au Parti ouvrier du Kampuchéa, ils continuaient à estimer qu’il était primordial de maintenir leurs alliances avec la république démocratique du Viêt Nam, le Front national de libération du Sud Viêt Nam et Sihanouk qui servaient leurs intérêts.
En septembre 1965, alors que Saloth Sâr devait être à Pékin, Lin Biao publiait un article qui insistait sur la nécessité pour les guerres de libération nationales de s’autofinancer. Pour le futur Pol Pot, cela pouvait s’apparenter à un encouragement à se soustraire à la tutelle de Hanoï alors que pour les dirigeants vietnamiens il s’agissait plutôt de l’annonce d’une baisse imminente de l’aide que la Chine leur fournissait. Toutefois, il ne s’agit que de suppositions, car aucune trace ne subsiste des activités de Saloth Sâr entre sa visite à Hanoï en 1965 et son retour dans les maquis cambodgiens, en septembre 1966, quand le comité central décidait de changer le nom du Parti ouvrier du Kampuchéa en Parti communiste du Kampuchéa (PCK).
En Chine, et peut-être en Corée du Nord (les preuves de son séjour là-bas sont minces), Saloth Sâr a rencontré une voie du communisme qui différait de celle qu’il suivait depuis le début des années 1950. Il a très certainement tiré ses propres enseignements des événements chinois qu’il a pu observer. À ce moment, Lin Piao faisait triompher la pensée de Mao Zedong, sorte de prémices à la révolution culturelle. Après coup, on peut penser qu’il a dû être notamment marqué par les aspirations à une autarcie nationale et à une direction limitée à un noyau restreint de fidèles, principes qu’il appliquera une fois au pouvoir. À la fin 1965 et au début 1966, la répression dont furent victimes les maoïstes indonésiens a dû par contre attiser sa méfiance à l’encontre d’une alliance avec Sihanouk similaire à celle que le Parti communiste indonésien avait contractée avec Soekarno.
Il n’est pas aisé de déterminer avec certitude quelles furent les réelles conséquences de ce voyage, car il n’eut pas d’effet immédiat sur le mouvement. Il faudra attendre un an avant que le comité central décide de soutenir la lutte armée, six pour que la rupture avec ses homologues vietnamiens soit consommée et dix avant que Pol Pot n’admette en public avoir une dette envers la Chine. Le changement de nom du parti, pour peu qu’elle ait été influencée par sa visite, n’était connu que de peu de personnes. Peut-être toutefois que Sâr vit les avantages à diriger le parti à sa guise et à suivre la voie tracée par Mao, en combattant toute dissidence d’éléments bourgeois et, quant au choix de ses fidèles, à faire passer les liens d’amitié après une loyauté à toute épreuve à son égard.
Lorsque début janvier 1970, Norodom Sihanouk partait, officiellement pour raison médicale, en France, le pouvoir était exercé à Phnom Penh par Lon Nol et Sisowath Sirik Matak qui imprimèrent un virage résolument antivietnamien à la politique cambodgienne. Le 18 mars, alors que le prince quittait Moscou pour Pékin, il apprenait que le parlement l'avait démis de ses fonctions de chef de l'État. Après un bref délai de réflexion, il décidait d'accepter l'offre du gouvernement chinois visant à l'aider à lutter contre ceux qui l'avaient déposé et à s'allier à ses opposants de gauche de la veille. Vingt-quatre heures après l’arrivée du prince, les dirigeants chinois firent venir Phạm Văn Đồng à Pékin. Pol Pot affirmera plus tard avoir participé aux négociations qui ont suivi ; si certaines sources semblent indiquer qu’il était bien à Hanoï au moment de la déposition de Sihanouk, qu'il est possible qu'il ait accompagné le Premier ministre nord-vietnamien en Chine, aucune preuve ne vient par contre attester qu’il prit part aux pourparlers de Pékin.
Une entrevue entre Sihanouk et Đồng eut lieu le 22 mars 1970 où d’après l’ancien souverain khmer, ils décidèrent d’une alliance qui comprenait l’acheminement de l’aide chinoise à la résistance khmère, la convocation d’une « conférence des peuples indochinois » et l’entraînement au Viêt Nam des troupes de cette nouvelle coalition. Cet accord répondait aux attentes de toutes les parties. Sihanouk, à la tête d’un front de résistance sauvait la face, permettant aux forces du PCK de croître dans des proportions qu’ils n’auraient jamais pu espérer ; ces troupes enfin, par leurs actions, permettaient de relâcher la pression que l’armée cambodgienne faisait peser sur les unités vietnamiennes stationnées en territoire khmer. En 1978, Pol Pot prétendra que c’est lui qui avait proposé aux Chinois une alliance avec Sihanouk et que les Vietnamiens lui avaient été reconnaissants de leur avoir permis de s’allier au PCK. En fait, il semble plutôt que ce fut le contraire et qu’il s’agisse d’une nouvelle démonstration de la volonté de Pol Pot de réécrire l’histoire à sa guise huit ans après les faits. Contrairement à Sihanouk, il partageait avec Lon Nol la conviction d’une supériorité naturelle des Cambodgiens qui devait leur permettre de battre les Vietnamiens.

### Le FUNK
En mai, Saloth Sâr reprenait la piste Hô Chi Minh pour rentrer au Cambodge. Pendant son absence, d’après le Livre noir, les Vietnamiens auraient essayé de négocier avec Son Sen et Ieng Sary un commandement militaire conjoint qui aurait permis de protéger le quartier général việt cộng qui aurait été transféré à Kratie et de fournir une aide logistique sur les pistes qui partaient au sud du Viêt Nam, en échange d’une assistance militaire. Pol Pot affirma en 1978 que le PCK avait rejeté la demande. Il affirma qu’en septembre, son quartier général avait été transféré plus à l’ouest, au Phnom Santhuk, dans la région de Kampong Thom, mais aussi plus près de Kratie et de la direction du Việt Cộng, ce qui accréditait la thèse qu’un commandement commun était en place. Ce point est renforcé par un témoignage d’un Khméro-Vietnamien recueilli une dizaine d’années plus tard qui affirmait que dans les forêts du Phnom Santhuk, outre l’entraînement au combat, il devait enseigner le khmer aux unités du FNL présentes, alors que les recrues locales apprenaient le vietnamien et participaient à des réunions dans cette langue.
Malgré l'appui du Viêt Nam du Sud et des États-Unis, le régime de Lon Nol s'avère inefficace dans la lutte contre le communisme. En 1973, la situation militaire se détériore et l'armée n'est en mesure que de défendre la capitale, Phnom Penh, surpeuplée de réfugiés fuyant les bombardements américains ou les mesures drastiques déjà imposées dans les zones rurales par les Khmers rouges.

## Pol Pot au pouvoir
Les forces communistes menées par Saloth Sar triomphent de l’armée de Lon Nol le 17 avril 1975, date à laquelle Phnom Penh tombe entre les mains des Khmers rouges, considérés au départ comme une force libératrice par la population. Saloth Sâr se fait alors connaître comme le « frère numéro un » et adopte son nom de guerre : Pol Pot. Il est le membre le plus important de l'Angkar, forme abrégée d'Angkar padevat (« Organisation révolutionnaire »), dont le nom cache le Parti communiste du Kampuchéa, organe suprême du gouvernement des Khmers rouges.
Dès leur prise de pouvoir, les Khmers rouges soumettent le pays à la dictature. Se servant de la légitimité du GRUNC pour gouverner, Pol Pot et ses alliés mettent en place un régime totalitaire qui entreprend rapidement d'éliminer tout individu lié au gouvernement de Lon Nol. Sous le prétexte, fictif ou réel, d'une attaque américaine imminente, Phnom Penh est pratiquement vidée de ses deux millions d'habitants dans les jours qui suivent. Assimilés au capitalisme, tous les citadins, à la pointe du fusil, sont forcés d'aller travailler dans les campagnes.
Pendant près de quatre ans, les Khmers rouges font régner la terreur dans le pays, s'acharnant particulièrement sur la population urbaine et sur les intellectuels. Des prisons d'État sont instituées dans tout le pays, dont la plus connue reste S-21 à Phnom Penh. Ce centre de détention voit passer, entre 1975 et 1979, plus de 20 000 détenus, dont beaucoup d'enfants. Sept seulement survécurent. Les prisonniers n'ont aucun droit ni recours. Beaucoup de jeunes femmes sont violées. Les prisonniers sont torturés et affamés dans le but d'obtenir des aveux et beaucoup meurent sous les coups. Les prisonniers ayant fait leurs aveux reçoivent la promesse d'être transférés dans un camp de travail où leurs conditions de détention seront moins dures. En fait, les personnes survivantes sont ensuite amenées directement à des terrains d'exécution. Sur celui de Choeung Ek, à 17 km au sud-ouest de Phnom Penh, se trouve aujourd'hui un mémorial contenant les ossements des victimes. Tout ce qui pouvait rappeler la modernité ou l'Occident est systématiquement détruit, telle la cathédrale de Phnom Penh et la Banque nationale du Cambodge, toutes deux démolies en 1975 ou encore le Monument aux morts de Phnom Penh. La monnaie, la famille, la religion et la propriété privée sont abolies. Le Cambodge est coupé du monde.

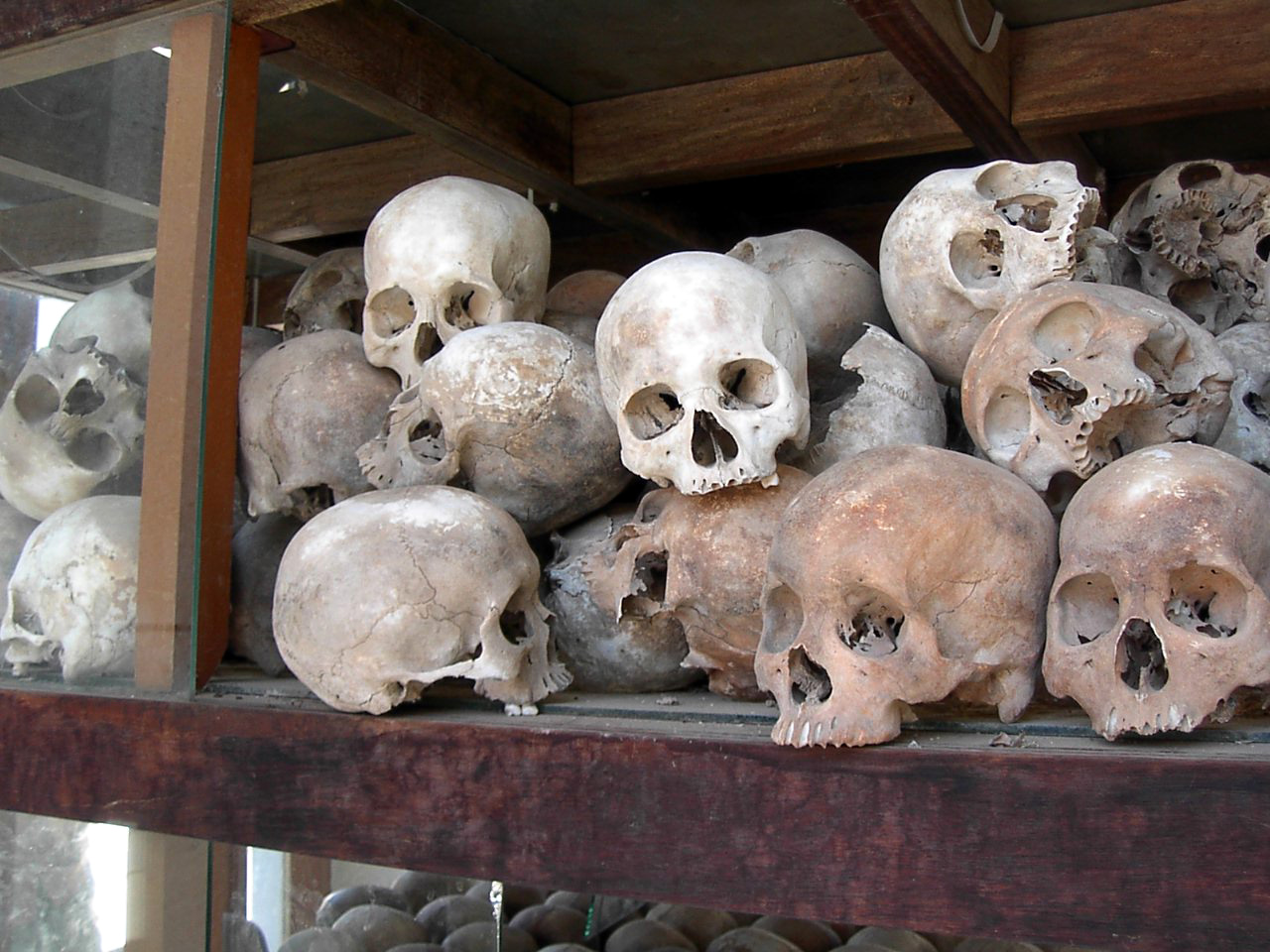
Victimes des crimes des Khmers rouges.

Les Khmers rouges tardent à se doter d'un gouvernement. La République khmère (nom donné au Cambodge depuis 1970) ne devient le Kampuchéa démocratique qu'en 1976. C'est à ce moment que Pol Pot est nommé Premier ministre et qu'une nouvelle constitution, un nouveau drapeau et un nouvel hymne national sont adoptés. Ailleurs dans le monde, les informations concernant le Kampuchéa démocratique arrivent au compte-gouttes, sauf en Chine et au Viêt Nam, dont quelques journalistes et hommes politiques sont autorisés à visiter le pays. Pour sa part, Pol Pot est pratiquement absent de la scène internationale. Personnage effacé et méconnu de son propre peuple, il se déplace peu et évite les entretiens et les apparitions publiques.
À partir de 1977, après avoir survécu à trois tentatives d'assassinat et constatant l'incapacité des Khmers rouges à maintenir l'ordre, Pol Pot multiplie les purges au sein de son parti, parsème les frontières de mines anti-personnel et se montre très menaçant envers le Viêt Nam, son ancien allié, à qui il impute la responsabilité de ses échecs. Son gouvernement ne cesse de créer des incidents avec ses voisins en mettant en avant des revendications territoriales. Dans une tentative de raviver l'économie à la dérive, Pol Pot élabore également un plan quadriennal aux effets catastrophiques, dont les objectifs irréalistes ne peuvent être partiellement atteints que par un effort surhumain de la population. Le 18 janvier 1978, Pol Pot accueille Deng Yingchao, vice-présidente de l’Assemblée nationale populaire chinoise et veuve de Zhou Enlai, à Phnom Penh, le Parti communiste chinois montre ainsi son appui au « Kampuchéa démocratique ».
Au total, plus d'un million et demi de personnes, soit près de 20 % de la population cambodgienne, périssent sous la direction de Pol Pot, par les exécutions et la torture, le travail forcé excessif, la maladie non traitée ou la famine.
D'après Gerhard J. Bellinger, l’intégralité de la population des nonnes et moines bouddhistes cambodgiens aurait été de la sorte exterminée.

## La chute

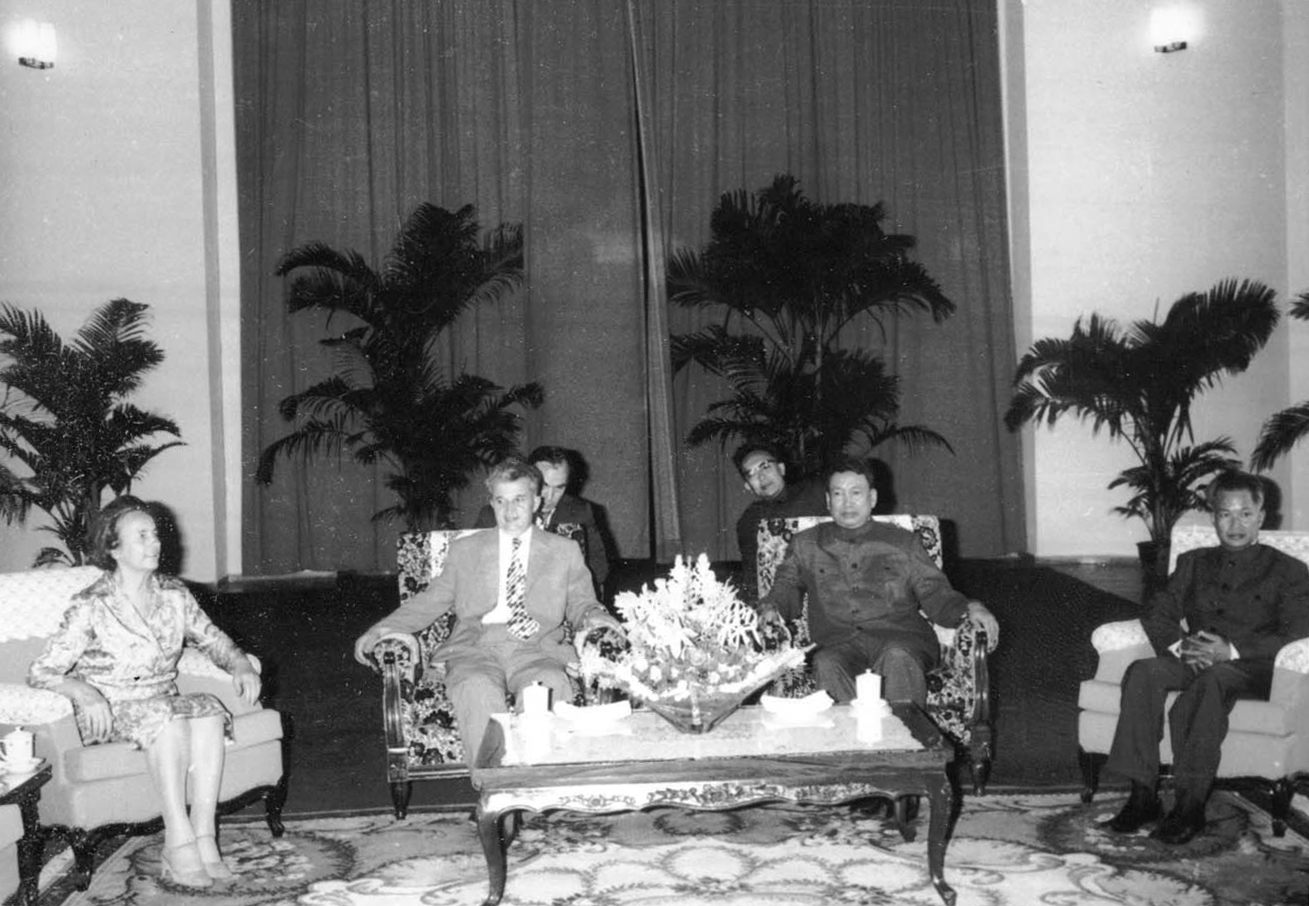
Pol Pot et Khieu Samphân (à droite) rencontrant Nicolae Ceaușescu et son épouse Elena (1978).

Fin 1978, en réponse à des menaces sur ses frontières, le Viêt Nam envahit le Cambodge dans le but de renverser le régime de Pol Pot. L'avance de l'armée vietnamienne est rapide, et dès le 11 janvier 1979, un nouveau gouvernement est formé par d'anciens Khmers rouges opposés à Pol Pot, dont la plupart ont fui les innombrables purges de 1977-1978. Le Kampuchéa démocratique devient la république populaire du Kampuchéa.
Pol Pot et ses fidèles s'enfuient alors dans la jungle, d'où ils organisent une guérilla contre le nouveau régime pro-vietnamien. Condamné à mort par contumace par les autorités pour les crimes commis pendant son règne, il disparaît jusqu’à la fin des années 1990. Selon les dires de plusieurs personnes, il aurait coulé des jours paisibles bien loin de la jungle cambodgienne, dans une résidence luxueuse en Thaïlande. Il se serait, par ailleurs, livré au trafic illégal de bois et de pierres précieuses pendant cette période.

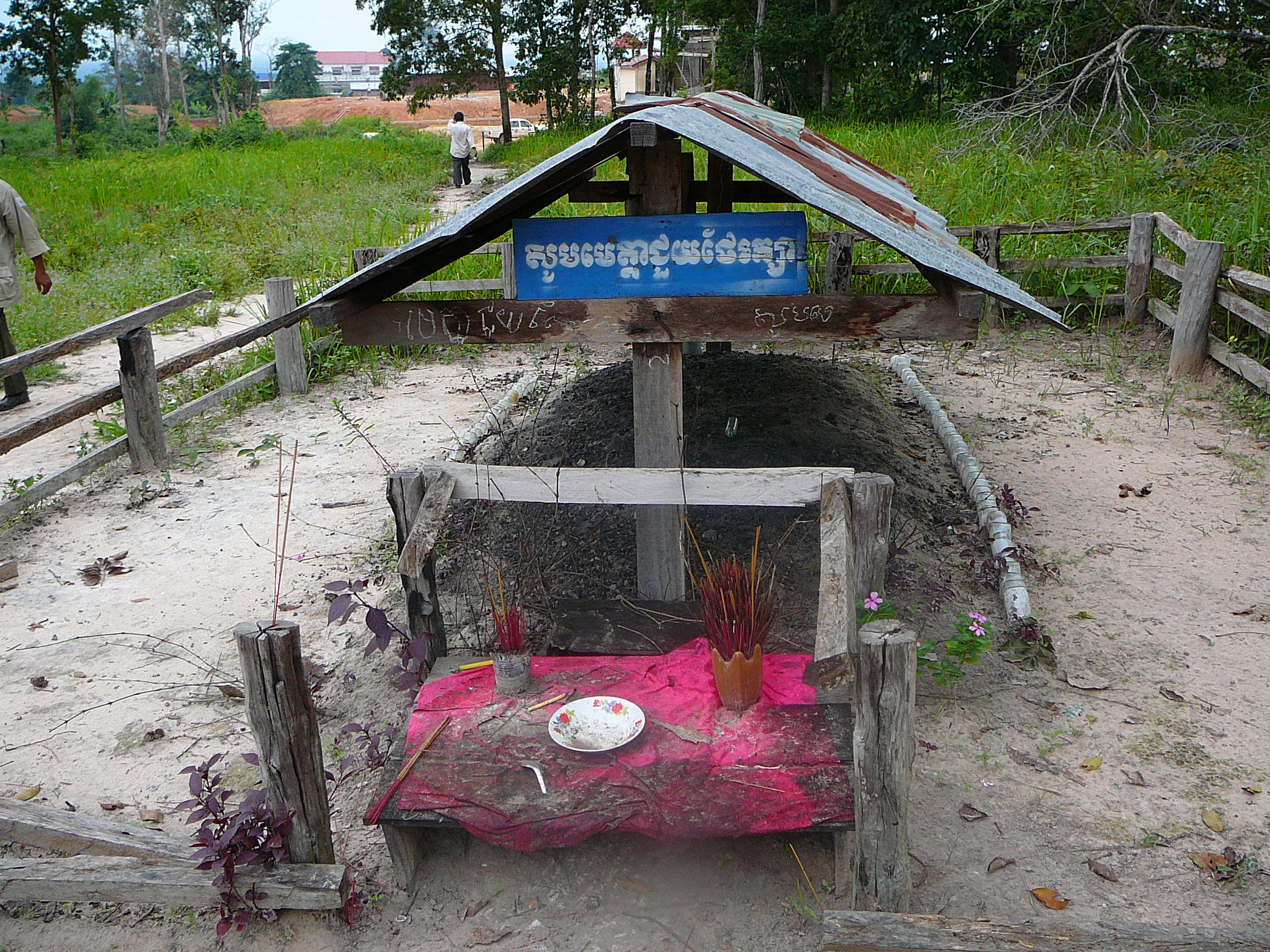
Le lieu où le corps de Pol Pot a été incinéré constitue une attraction touristique.

En 1985, il démissionne de son poste de commandant en chef des forces khmères rouges en faveur de Son Sen. Il continue néanmoins d'exercer une influence significative sur le mouvement et durant l'été il se remarie avec une jeune paysanne de 22 ans (il en a près de 60), qui travaillait à son service comme cuisinière depuis un an. De leur union naîtra une fille en 1986. À la même époque, on lui détecte un lymphome de Hodgkin qu’il doit aller faire soigner en Chine.
En juin 1997, les Khmers rouges le limogent. Ses anciens camarades le retrouvent, en juillet 1997, affaibli par la malaria et d'importants problèmes de santé. Sur ordre de son rival Ta Mok, il est arrêté par ses propres troupes pour l'assassinat de Son Sen, l'ancien chef de la sûreté du Kampuchéa démocratique, et condamné à une peine d'emprisonnement à perpétuité.
Pol Pot meurt à Anlong Veng le 15 avril 1998 à l’âge de soixante-douze ans, officiellement d'une crise cardiaque. Son corps fut incinéré peu après sur un lit de pneus et avec ses effets personnels. L’absence d’autopsie, la rapidité avec laquelle la crémation fut organisée et le peu de témoins qui purent y assister firent naître des controverses sur la nature exacte du décès, voire sur l’identité du défunt.